# St. Aldegundis (Kaarst)

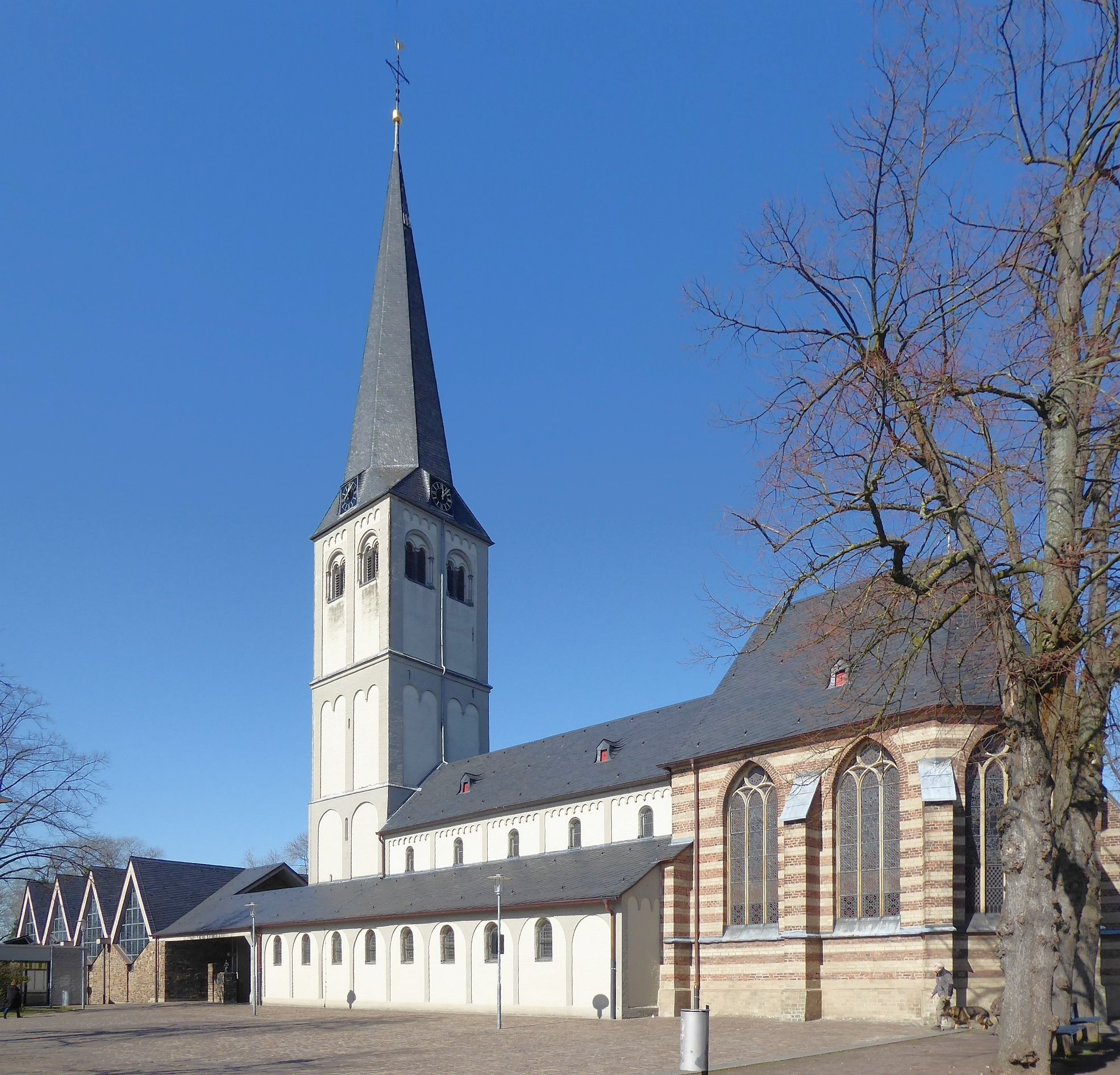
Ansicht von Süden

Die Kirche St. Aldegundis befindet sich im Stadtteil Büttgen der Stadt Kaarst, westlich von Düsseldorf. Die romanische Kirche stammt aus dem 12. Jahrhundert und ist ein eindrucksvolles Zeugnis der Baukunst des Mittelalters.

## Lage
Die Kirche liegt zentral im Ort und ist mit ihrem Turm weithin sichtbar. Südlich der Kirche befindet sich der Rathausplatz, nördlich der Kirche der alte Friedhof.

## Geschichte

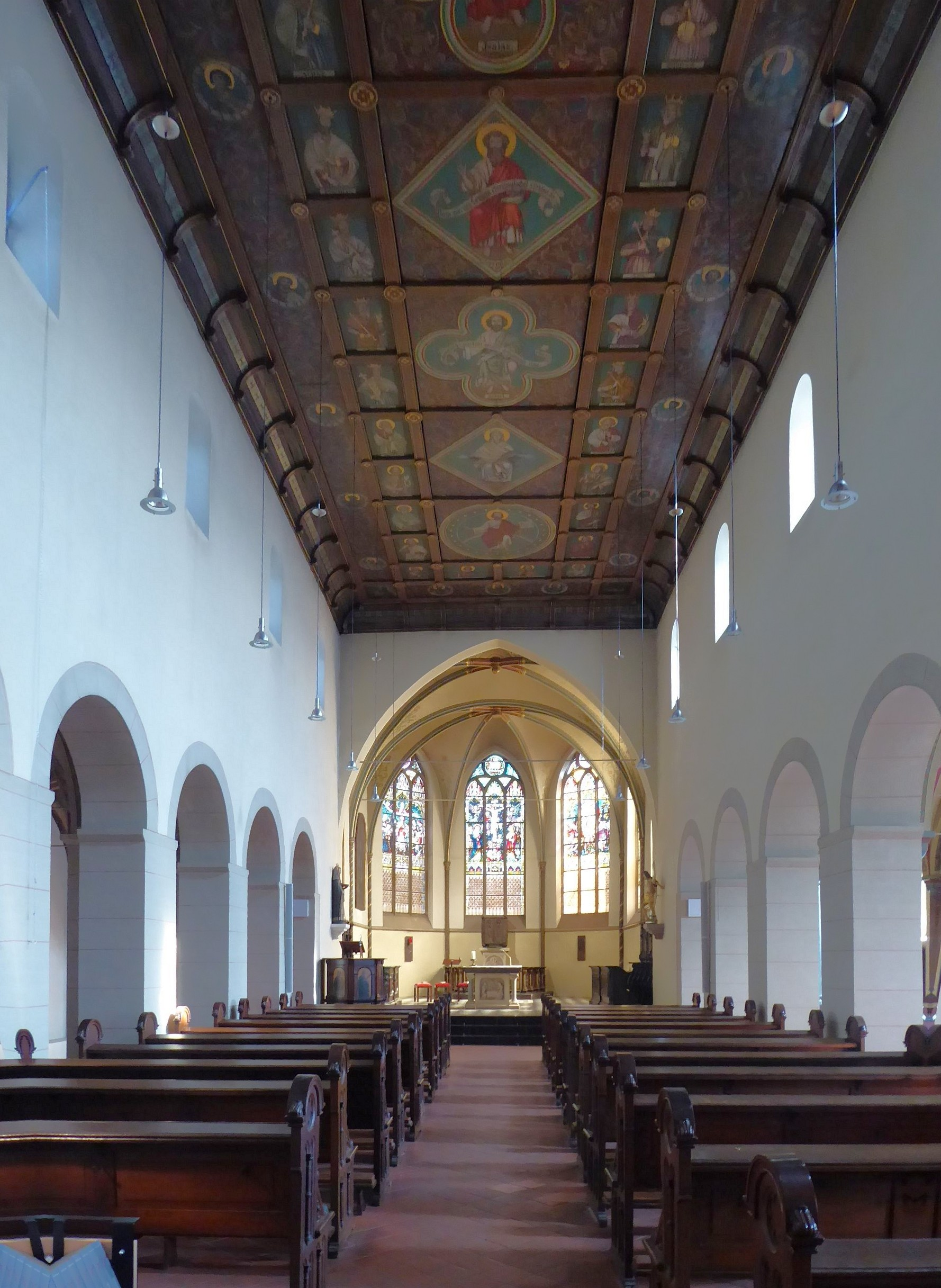
Blick durch das Langhaus der alten Kirche

Bereits zu Anfang des 9. Jahrhunderts stand an dieser Stelle eine Kirche, wie die Vita des hl. Ludgerus von Münster und eine in diese Zeit datierte Altarmensa zeigt.
Seit dem 11. Jahrhundert gab es eine 7 Meter × 11 Meter große Saalkirche mit einem rechteckigen Chor, auf deren Außenmauern vermutlich 1166 die heutige romanische Kirche erbaut wurde. Gegen Ende des 12. Jahrhunderts wurden die Seitenschiffe hinzugefügt. Zwischen 1125 und 1250 entstand der Turm mit seinen vier Geschossen. Im ersten Stockwerk befindet sich die Michaelskapelle, darüber ein Vorratsraum und darüber der Glockenstuhl. Möglicherweise wurde der Turm auch als Fluchtburg genutzt; Fensterschlitze deuten darauf hin.
1439 wurde der romanische Chor durch einen gotischen ersetzt und das Dach des Mittelschiffs in ein gotisches Steildach umgewandelt.
Mit der Restaurierung in den Jahren 1970 bis 1983 wurde dieses Dach wieder im 45°-Winkel zurückgebaut, die Pfeiler erhielten neue Fundamente und die Chorfenster ihre ursprüngliche Größe. Den Zweiten Weltkrieg überstand die Kirche ohne größere Beschädigungen, einzig der Turm, in dem zeitweilig ein deutscher Beobachtungsposten eingerichtet worden war, erhielt beim Einmarsch US-amerikanischer Truppen am 1. März 1945 acht Artillerietreffer, konnte jedoch bis Juli 1945 wieder instand gesetzt werden. Nachdem das Turmkreuz im Oktober 2011 bei einem Sturm beschädigt worden war, dauerte es bis zum 12. Juli 2013, bis das renovierte Turmkreuz wieder auf der Kirchturmspitze befestigt werden konnte. Im Zeitraum Juni 2017 bis voraussichtlich Juli 2018 erfolgt eine Erneuerung des Schieferdaches der Kirche.

## Inneres

### Decke
Die Holzdecke des Mittelschiffs wurde 1896 von dem Maler Wunderwald ausgemalt. Zur gleichen Zeit wurden von einem unbekannten Künstler die Deckengewölbe der Seitenschiffe geschaffen.

### Orgel
Am 28. November 1992 wurde die Orgel der Firma Kreienbrink (Osnabrück) in der alten Kirche eingeweiht. Sie steht ebenerdig im hintersten Bogen zwischen Mittelschiff und nördlichem Seitenschiff.
Disposition der Orgel:
| I Hauptwerk |    |
| Hohlflöte   | 8′ |
| Prinzipal   | 4′ |
| Mixtur      |    |

| II Nebenwerk |    |
| Gedackt      | 8′ |
| Rohrflöte    | 4′ |
| Prinzipal    | 2′ |
| Sesquialter  | II |

| Pedal  |     |
| Subbaß | 16′ |

- Koppeln: II/I, I/P, II/P

### Glocken
Das im Kirchturm befindliche Glockengeläut besteht aus fünf Kirchenglocken aus Bronze. Neben der St.-Aldegundis-Glocke ist nur die kleine Marienglocke aus dem Jahr 1927 vom Zweiten Weltkrieg verschont geblieben. Drei der fünf vor Kriegsbeginn vorhandenen Glocken, teilweise aus der ehemaligen Werkstatt der Familie von Trier aus Aachen, wurden 1944 eingezogen, um für die Rüstungsproduktion zur Verfügung zu stehen.
Glockendaten
| Glocke | Patron       | Gussjahr | Gießer                           | Durchmesser | Gewicht | Schlagton |
| ------ | ------------ | -------- | -------------------------------- | ----------- | ------- | --------- |
| 1      | Sebastianus  | 1985     | Petit & Gebr. Edelbrock, Gescher | 1585 mm     | 2700 kg | c’-2      |
| 2      | Aldegundis   | 1863     | unbekannt                        | 1450 mm     | 1800 kg | d’-2      |
| 3      | Christ-König | 1953     | Petit & Gebr. Edelbrock, Gescher | 1170 mm     | 0980 kg | f’-2      |
| 4      | Maria        | 1960     | Petit & Gebr. Edelbrock, Gescher | 1025 mm     | 0670 kg | g’-2      |
| 5      | Alte Maria   | 1927     | Petit & Gebr. Edelbrock, Gescher | 0900 mm     | 0390 kg | a’-2      |

### Kreuzweg
Der Kreuzweg schmückt die Seitenschiffe der alten Kirche und ist ein Werk der Düsseldorfer Schule aus dem 19. Jahrhundert. Wie bei den Nazarenern gehörte es zeitweilig zu den Eigenheiten dieser Schule, dass Bilder nicht signiert wurden, da sie die Gemeinschaftsarbeit mehrerer Künstler darstellten.
Die älteste 12. Station von Wunderwalds aus dem Jahre 1848 wurde offenbar 44 Jahre später in die Gesamtkomposition des Kreuzweges mit einbezogen. Bei den übrigen Stationen ist von einer Mitwirkung Karl Müllers auszugehen.
Die 11. Station des Kreuzweges ging während der Restaurierungsarbeiten in den siebziger Jahren verloren. Sie wurde von Albert Müllers neu gemalt.

### Figuren und andere Kunstgegenstände
Aus dem 20. Jahrhundert stammen das Holzkruzifix und der Tabernakel. Er ist aus Bronze wurde von dem Künstler Hein Minkenberg geschaffen und befand sich früher im Quirinus-Münster in Neuss.
Viele Figuren und Gemälde sowie das Taufbecken gehen auf teils namhafte Künstler des 16. bis 19. Jahrhunderts zurück.

## Neue Kirche
Da sich der Ort Büttgen in den 1950er Jahren stark vergrößerte, wurde 1959/1960 die neue Kirche nach Plänen des Architekten E. Schiffer gebaut, um die wachsende Zahl der Gottesdienstbesucher aufzunehmen. Sie schließt sich, durch einen niedrigen Sakristeibereich, westlich an die alte romanische Kirche an. Die Inneneinrichtung (Bänke, Altar, Beleuchtung, Beichtstuhl) stammt ebenfalls von E. Schiffer. Das Altarkreuz und der Ambo wurden vom Bildhauer Friedel Denecke geschaffen. Der Figurenschmuck ist teilweise aus der alten Kirche herübergenommen.

### Fenster
Mit dem Entwurf der Fenster wurde der Künstler Franz Pauli aus Köln beauftragt. Die Fenster zeigen die Erzengel Michael und Gabriel, den hl. Ludger, den hl. Heribert, den hl. Sebastian, die hl. Monika, die hl. Cäcilia und die hl. Aldegundis.

### Orgel
Die Orgel stammt vom Orgelbauer Franz Joseph Schorn aus dem Jahr 1886 und stand zuerst in der alten Kirche auf einer heute nicht mehr existierenden Empore. Als mit der Renovierung der romanischen St.-Aldegundis-Kirche in den 1970er Jahren diese Empore abgerissen wurde, war in der alten Kirche kein Platz mehr, die Orgel ebenerdig aufzustellen. Sie wurde bei der Firma Seifert in Kevelaer eingelagert, 1974 dort restauriert und erweitert und daraufhin in der neuen Kirche aufgestellt.
Orgeldisposition:
| I Hauptwerk |        |
| Bourdon     | 16′    |
| Principal   | 8′     |
| Gedeckt     | 8′     |
| Gamba       | 8′     |
| Octave      | 4′     |
| Quinte      | 2 ⁄3′  |
| Octave      | 2′     |
| Terz        | 1 3⁄5′ |
| Mixtur III  |        |
| Trompete    | 8′     |

| II Nebenwerk   |    |
| Gedeckt        | 8′ |
| Principal      | 4′ |
| Gemshorn       | 4′ |
| Flöte          | 2′ |
| Scharff II–III |    |

| Pedal   |     |
| Subbass | 16′ |
| Octave  | 8′  |

- Koppeln: I/II, I/P, II/P